# Anacionalisme
L'anacionalisme és una doctrina que rebutja el nacionalisme i proposa substituir-lo per un sentiment cosmopolita de pertinença al món, subratllant els punts comuns entre tots els humans i afavorint l'ús de l'esperanto com a llengua de comunicació. Un dels principals teòrics és Eugène Lanti, fundador de la Sennacieca Asocio Tutmonda. Un altre en va ser Norbert Barthelmess.